# ترکمن، گوی‌چای
ترکمن (به لاتین: Türkmən) یک منطقهٔ مسکونی در جمهوری آذربایجان است که در شهرستان گوی‌چای واقع شده‌است.